# 마이클 우체보
마이클 오케추쿠 우체보(영어: Michael Okechukwu Uchebo, 1990년 2월 2일 ~ )는 나이지리아의 전직 프로 축구 선수로, 공격수로 활약했다. 그는 나이지리아 국가대표팀에서 다섯 번 출전하여 한 골을 기록했다.

## 구단 경력
우체보는 에누구 레인저스에서 선수 생활을 시작했다. 그는 2009년 10월에 VVV 펜로와 3년 계약을 체결했다. 벤로의 축구 감독 마리오 캡티엔은 그를 신체적으로 매우 강력한 공격수로 묘사하며 전방에서 타겟맨으로 활약했다. 네덜란드 보이발 인터내셔널은 우체보를 새로운 느왕쿼 카누라고 불렀다.
2011년 11월, 펜로의 회장 하이 베르덴은 클럽이 잉글랜드 클럽 스토크 시티와 우체보의 이적에 대해 논의 중이라고 밝혔다. 2012년 1월, 우체보는 스토크 시티에 입단하여 테스트를 받았다. 그러나 입단 테스트가 끝날 무렵, 클럽은 그를 영입하지 않기로 결정했다. 1월 25일, 우체보는 레인저스에 입단하여 테스트를 받았다. 클럽에서의 그의 테스트는 단 하루 만에 끝났고, 선수와 레인저스의 상반된 보도가 있었다. 우체보의 에이전트는 앨리 매코이스트가 문제의 훈련 세션에 참석하지 않자 선수가 레인저스에 대한 좋지 않은 인상으로 인해 재판을 중단했다고 주장했으며, 매코이스트는 클럽의 결정이라고 말했다.
에레디비시 강등 플레이오프 2라운드 SC 캄뷔르와의 경기 연장전에서 후반 추가 시간에 골을 넣어 펜로를 강등 위기에서 구한 후, 우체보는 VVV에서 만료되는 계약을 갱신하지 않겠다고 밝혔다. 5월 29일, 펜로는 세르클러 브뤼허와 계약을 맺었다고 발표했다. 이후 우체보는 세르클러 브뤼허와 2년 계약을 체결했다.
2014년 10월 11일, 우체보는 보아비스타와 3년 계약을 체결했다. 그는 첫 경기인 파수스드페헤이라와의 홈 경기에서 2-1로 패한 경기에서 첫 골을 넣었다.

## 국가대표팀 경력
우체보는 나이지리아 U-20 국가대표팀의 일원이었으며, 2008년 8월, 서아프리카 축구 연맹 토너먼트에서 토고와의 경기에서 나이지리아 국가대표팀으로 첫 골을 넣었다. 또한 2009년 U-20 아프리카 청소년 선수권 대회에도 출전하여 3경기에서 1골을 넣었다. 그는 언론에서 나이지리아 국가대표팀 중 가장 인기 있는 선수로 묘사되었다.
2011년 6월, 우체보는 현 올림픽 대표팀이자 국가대표팀 감독인 어거스틴 에구아보엔의 부름을 받아 탄자니아와의 올림픽 예선전에서 중요한 복귀전을 치르게 되었다.
2011년 10월, U-23 국가대표팀 감독 에구아보엔은 네덜란드를 방문하여 VVV 펜로의 관계자들과 만나 모로코에서 열리는 CAF U-23 챔피언십의 첫 번째 대회에 참가할 우체보의 방출을 확정지었다.
그는 2014년 2월에 나이지리아 국가대표팀에 처음으로 소집되었다.
우체보는 3월 6일, 멕시코와의 친선 경기에서 0-0 무승부를 기록하며 첫 성인 대표팀 유니폼을 입었고, 전반전에는 레온 발로군과 교체되었다.
나이지리아의 다음 경기인 크레이븐 코티지에서 열린 스코틀랜드와의 2-2 무승부에서 우체보는 55분 동안 경기를 치렀다. 스코틀랜드가 리드를 잡은 후, 우체보는 휴식 시간 전에 중거리 슛으로 동점골을 넣었다. 그의 교체 선수는 피터 오뎀윙기에였다.